# 덕수중학교
덕수중학교(德壽中學校)는 대한민국 서울특별시 중구 인현동2가에 위치한 공립 중학교이다.

## 학교 연혁
- 1910년 4월 : 공립 수하동실업보습학교로 개교
- 1933년 3월 31일 : 경성공립상업실업학교(2년제)로 설립 인가, 개교(6월 1일)
- 1939년 5월 : 경성 덕수공립 상업학교로 교명 변경
- 1946년 5월 : 6년제 상업학교로 승격
- 1947년 5월 : 덕수상업학교로 교명 변경
- 1947년 5월 16일 : 덕수공립상업학교로 교명 변경
- 1951년 9월 1일 : 학제 변경에 따라 중·고교 분리 (교명을 동대문중학교로 변경)
- 1953년 7월 1일 : 덕수중학교로 교명 변경
- 1972년 10월 12일 : 구 을지국민학교(중구 을지로 6가 17-2)(現 현대시티아울렛 동대문)로 이전, 신축교사 15실 준공
- 1990년 12월 13일 : 현 신축교사(중구 인현동 2가)로 이전
- 2018년 2월 : 제67회 졸업식(4학급, 총 33,908명)
- 2018년 7월 : 학교운영위원회 심의 통과(덕수중학교 졸업횟수가 68회에서 107회로 변경)
- 2021년 1월 : 제109회 졸업(4학급 67명, 총 34,131명)
- 2021년 3월 : 제112회 입학(4학급 87명)
- 2021년 9월 : 황영희 교장 취임

## 참고 자료
- 덕수중학교 - 한국교육학술정보원 학교알리미